# Short squeeze

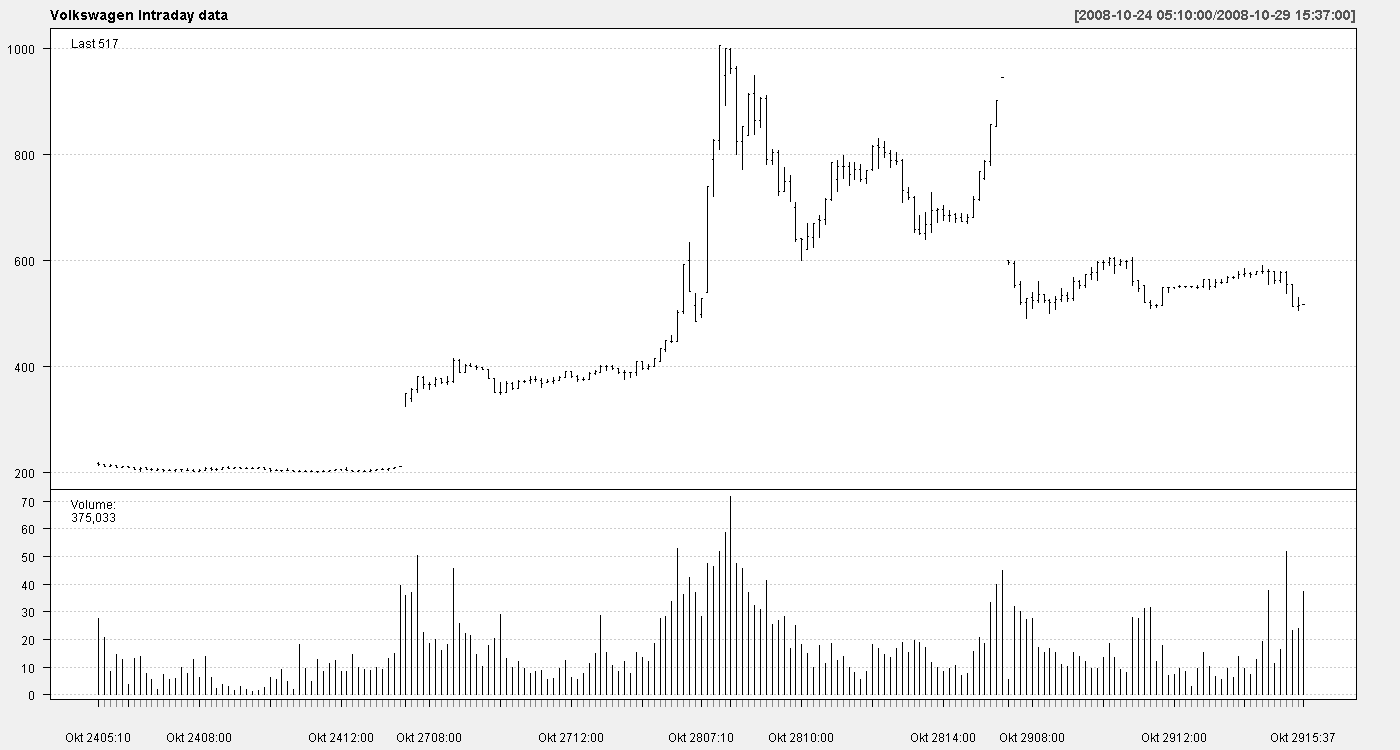
Grafico che mostra l'andamento del prezzo e il volume durante lo short squeeze delle azioni Volkswagen nel 2008.

Nel mercato azionario, uno short squeeze è un rapido aumento del prezzo di un'azione dovuto principalmente a un eccesso di vendite allo scoperto, piuttosto che ai fondamentali sottostanti. Uno short squeeze si verifica quando la domanda aumenta rispetto all'offerta perché i venditori allo scoperto devono acquistare azioni per coprire le loro posizioni corte.

## Panoramica
La vendita allo scoperto è una pratica finanziaria in cui un investitore, noto come short-seller, prende in prestito delle azioni e le vende immediatamente, sperando di riacquistarle successivamente (operazione detta 'copertura') a un prezzo inferiore. Poiché le azioni sono state prese in prestito, lo short-seller deve eventualmente restituirle al prestatore (più interessi e dividendi, se presenti) e realizza un profitto se spende meno per riacquistare le azioni rispetto a quanto ha ottenuto vendendole. Tuttavia, una notizia favorevole e inaspettata può causare un aumento del prezzo delle azioni, determinando una perdita anziché un profitto. Gli short-seller potrebbero allora essere costretti a comprare le azioni prese in prestito a un prezzo più alto, nel tentativo di limitare ulteriori perdite qualora il prezzo delle azioni continuasse a salire.
Gli short squeeze si verificano quando i venditori allo scoperto di un'azione cercano di coprire le loro posizioni acquistando grandi volumi di azioni rispetto al volume di mercato. L'acquisto di azioni per coprire le posizioni corte aumenta il prezzo dell'azione venduta allo scoperto, innescando ulteriori coperture da parte di altri venditori allo scoperto; in altre parole, si crea una crescente domanda. Questa dinamica può generare una cascata di acquisti di azioni e un ulteriore aumento significativo del prezzo. La tempistica di prestito, acquisto e vendita può portare a una situazione in cui più del 100% delle azioni di una società risulti venduto allo scoperto. Questo non implica necessariamente pratiche di naked short selling, poiché le azioni vendute allo scoperto vengono rimesse sul mercato, permettendo potenzialmente che la stessa azione venga presa in prestito più volte.
Gli short squeeze tendono a verificarsi su azioni che hanno tassi di prestito elevati. Tassi di prestito costosi possono aumentare la pressione sui venditori allo scoperto affinché coprano le loro posizioni, contribuendo ulteriormente alla natura riflessiva di questo fenomeno.
Gli acquisti da parte dei venditori allo scoperto possono verificarsi quando il prezzo è salito a tal punto da provocare margin call che questi non possono (o scelgono di non) soddisfare, spingendoli a comprare azioni per restituirle ai proprietari da cui (tramite un broker) le avevano prese in prestito per aprire la loro posizione. Questo acquisto può avvenire automaticamente, ad esempio se i venditori allo scoperto avevano precedentemente impostato ordini stop-loss con i loro broker per prepararsi a questa eventualità. In alternativa, i venditori allo scoperto possono semplicemente decidere di limitare le perdite e chiudere la posizione, piuttosto che trovarsi privi di fondi collaterali per soddisfare la richiesta di margine, provocando comunque uno squeeze. Gli short squeeze possono anche verificarsi quando la domanda da parte dei venditori allo scoperto supera l'offerta di azioni disponibili per il prestito, causando il fallimento delle richieste di prestito da parte dei broker primari. Questo succede talvolta con società vicine alla dichiarazione di bancarotta.

### Obiettivi per le short squeezes
Gli short squeeze sono più probabili su azioni con un numero relativamente ridotto di azioni scambiate, una capitalizzazione di mercato contenuta e un flottante limitato. Tuttavia, possono coinvolgere anche grandi società e miliardi di dollari. Gli short squeeze tendono a verificarsi più facilmente quando una percentuale elevata del flottante di un'azione è venduta allo scoperto e quando una parte significativa delle azioni è detenuta da investitori non inclini a venderle.
Gli short squeeze possono essere agevolati dalla disponibilità di opzioni call economiche sul titolo sottostante, poiché queste offrono una leva finanziaria significativa. Solitamente, vengono utilizzate opzioni out of the money con breve scadenza per massimizzare la leva finanziaria e l'impatto delle azioni degli squeezer sui venditori allo scoperto. Le opzioni call su titoli con bassa volatilità implicita sono inoltre meno costose e più efficaci. (Un short squeeze di successo aumenterà drasticamente la volatilità implicita).

### Long squeeze
L'opposto di uno short squeeze è il meno comune long squeeze. Uno squeeze può verificarsi anche con i contratti futures, specialmente per le materie prime agricole, la cui offerta è intrinsecamente limitata.

### Gamma squeeze
La vendita di opzioni call nude crea una posizione corta per il venditore, in cui la perdita del venditore aumenta con l'aumento del prezzo dell'asset sottostante e, di conseguenza, è potenzialmente illimitata. I venditori hanno la possibilità di coprire la loro posizione, tra le altre cose, acquistando l'asset sottostante a un prezzo noto in qualsiasi momento prima che l'opzione venga esercitata, trasformando così le loro opzioni call nude in opzioni call coperte.
Acquistando opzioni call, per unità di capitale investito, l'acquirente può creare una maggiore pressione al rialzo sul prezzo dell'asset sottostante rispetto all'acquisto diretto delle azioni. Questa pressione si realizza effettivamente quando il venditore acquista l'asset sottostante, e risulta maggiore se il venditore investe più capitale per coprire la sua posizione acquistando l'asset (costoso) rispetto a quanto l'acquirente investe per acquistare le opzioni call (economiche).
La conseguente pressione al rialzo sul prezzo dell'asset sottostante può svilupparsi in un ciclo di feedback positivo, poiché i venditori di call reagiscono all'aumento del prezzo acquistando l'asset sottostante per evitare l'esposizione al rischio che il prezzo continui a salire.

## Esempi
Nel maggio del 1901, James J. Hill e J. P. Morgan si scontrarono con E. H. Harriman per il controllo della Northern Pacific Railway. Alla fine della giornata del 7 maggio 1901, le due parti controllavano oltre il 94% delle azioni ordinarie della Northern Pacific. L'incremento del prezzo delle azioni fu accompagnato da un'intensa vendita allo scoperto da parte di terzi. L'8 maggio divenne evidente che le azioni non impegnate della NP non erano sufficienti a coprire le posizioni corte, e che né Hill e Morgan né Harriman erano disposti a vendere. Questo scatenò una svendita nel resto del mercato mentre i venditori allo scoperto della NP liquidavano le loro posizioni nel tentativo di raccogliere liquidità per acquistare azioni della NP e soddisfare i loro obblighi. Il successivo crollo del mercato azionario, noto come il Panic of 1901, fu parzialmente mitigato da una tregua tra Hill/Morgan e Harriman.
Nel ottobre del 2008, uno short squeeze scatenato da un tentativo di acquisizione da parte di Porsche fece salire temporaneamente le azioni della Volkswagen AG sull'Xetra DAX da 210,85 € a oltre 1000 € in meno di due giorni, facendo brevemente diventare Volkswagen la società più preziosa al mondo. L'allora CEO di Porsche, Wendelin Wiedeking, fu accusato di manipolazione del mercato, ma fu assolto da un tribunale di Stoccarda.
Lo short squeeze di GameStop, iniziato a gennaio 2021, si verificò sulle azioni di GameStop, principalmente scatenato dal forum Reddit WallStreetBets. Questo squeeze portò il prezzo delle azioni a raggiungere un massimo intraday di 483 $ il 28 gennaio 2021 sulla Borsa di New York (NYSE). Lo squeeze attirò l'attenzione di numerosi network di notizie e piattaforme social.